# Mangueira (Rio de Janeiro)
Mangueira é um bairro da Zona Norte do município do Rio de Janeiro. É administrado pela subprefeitura do Centro e Centro Histórico e pela Região VII - Grande Bairro Imperial, uma das cinco regiões a compor a subprefeitura do Centro e Centro Histórico com a qual possui uma estação de trem. Seu grande atrativo é escola de samba Estação Primeira de Mangueira e Quinta da Boa vista.
Faz limite com Bairro Imperial de São Cristóvão e Benfica; além de Maracanã, Vila Isabel e São Francisco Xavier na Zona Norte. Seu IDH, no ano 2000, era de 0,800, o 94º melhor do município do Rio de Janeiro, sendo analisado junto com o bairro de São Francisco Xavier.

## História

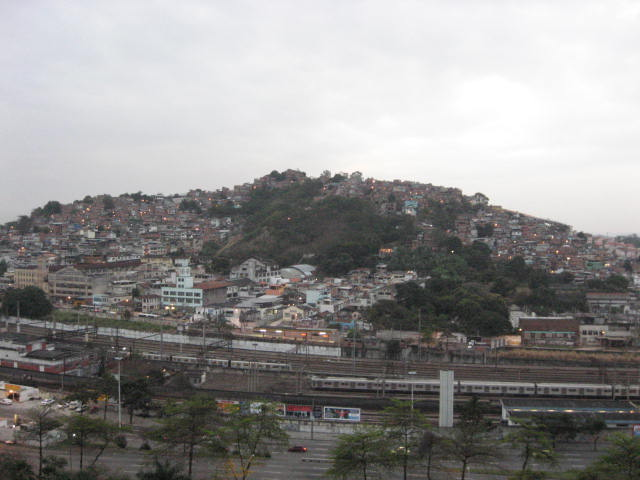
Vista aérea da Mangueira.

O bairro surgiu a partir de algumas construções precárias nos fundos do Palácio Imperial da Quinta da Boa Vista. Os primeiros habitantes do território foram pessoas negras escravizadas que atuavam na residência oficial da Família Imperial Brasileira, denominados como "escravos da nação", tinham como residência oficial a Fazenda Imperial de Santa Cruz, na Zona Oeste da cidade e ergueram alguns casebres por volta de 1850. Desde 11 de maio de 1852, quando se inaugurou nas proximidades da Quinta da Boa Vista o primeiro telégrafo aéreo do Brasil, a elevação vizinha da Quinta era conhecida como Morro do Telégrafo. A Estrada de Ferro Central do Brasil batizou de Mangueira a estação de trem inaugurada em 1889 de Estação de Mangueira.
A elevação ao lado da linha férrea também começou a ser chamada de Mangueira, enquanto o antigo nome de Telégrafos permaneceu para identificar apenas uma parte do morro. Atualmente, Telégrafos, Pindura Saia, Santo Antônio, Chalé, Faria, Buraco Quente, Curva da Cobra, Candelária e outros são pequenos núcleos populacionais que formam o complexo do Morro de Mangueira.
O Visconde de Niterói, que recebeu o morro de presente do Imperador D. Pedro II já era falecido quando os primeiros moradores instalaram os seus barracões, e outros, mais espertos, construíam moradias para alugar, como foi o caso do português Tomás Martins, padrinho do futuro compositor e poeta Carlos Cachaça, que aos oito anos de idade vivia no morro, e aponta o padrinho como o verdadeiro fundador do Morro de Mangueira, por ter sido o primeiro a explorá-lo como local de moradia. Aos dez anos, Carlos Cachaça tinha a incumbência de assinar os recibos dos aluguéis, já que o português Tomás Martins era analfabeto.
Em 1908, a prefeitura carioca decidiu reformar a Quinta da Boa Vista e, para isso, demoliu dezenas de casinhas ali construídas por soldados que serviam no 9° Regimento de Cavalaria. Com a permissão de carregar os restos da demolição para onde bem entendessem, os militares escolheram instalar-se no Morro de Mangueira. Outro fato que serviu para aumentar a população da área foi o incêndio que, em 1916, destruiu inúmeros casebres do Morro de Santo Antônio, no centro da cidade. Surgia assim em Mangueira uma comunidade de gente pobre, constituída quase que na totalidade por negros, filhos e netos de escravos, inteiramente identificada com as manifestações culturais e religiosas que caracterizavam esse segmento social e racial.
Do Natal ao Dia de Reis, em 6 de janeiro, conjuntos de pastores e pastorinhas percorriam o morro entoando as suas cantorias. Os católicos construíram uma capela a Nossa Senhora da Glória, que passou a ser a padroeira do morro. O Candomblé e a Umbanda tinham muitos adeptos, e alguns casebres serviam de templos, sendo o principal deles o de Tia Fé, (Benedita de Oliveira), uma mineira (segundo Carlos Cachaça) ou baiana (segundo o neto Sinhozinho, presidente da Estação Primeira na década de 70), que trajava diariamente de baiana, e em cuja casa realizavam-se as grandes festas de Mangueira. Em 1935, houve uma tentativa de descendentes do Visconde de Niterói de despejar os moradores do morro, mas estes foram socorridos pelo prefeito Pedro Ernesto.
Uma nova tentativa, em 1964, feita por um português de sobrenome Pinheiro, que dizia ter adquirido os bens da família Saião Lobato, esbarrou num decreto do governador Carlos Lacerda, desapropriando todo o Morro de Mangueira.
Em 1910, Tia Fé cria o rancho carnavalesco Pérolas do Egito. Entre blocos, ranchos e cordões, outras agremiações surgem depois, tais como Guerreiros da Montanha, Trunfos da Mangueira e Príncipe das Matas. Em 1926, a Mangueira já era um reduto de sambistas, representados no concurso na casa de Zé Espinguela, em 1929, pelo então bloco Estação Primeira. A partir daí sua história se confunde com a história do Carnaval, e de sua mais popular agremiação carnavalesca, a Estação Primeira.

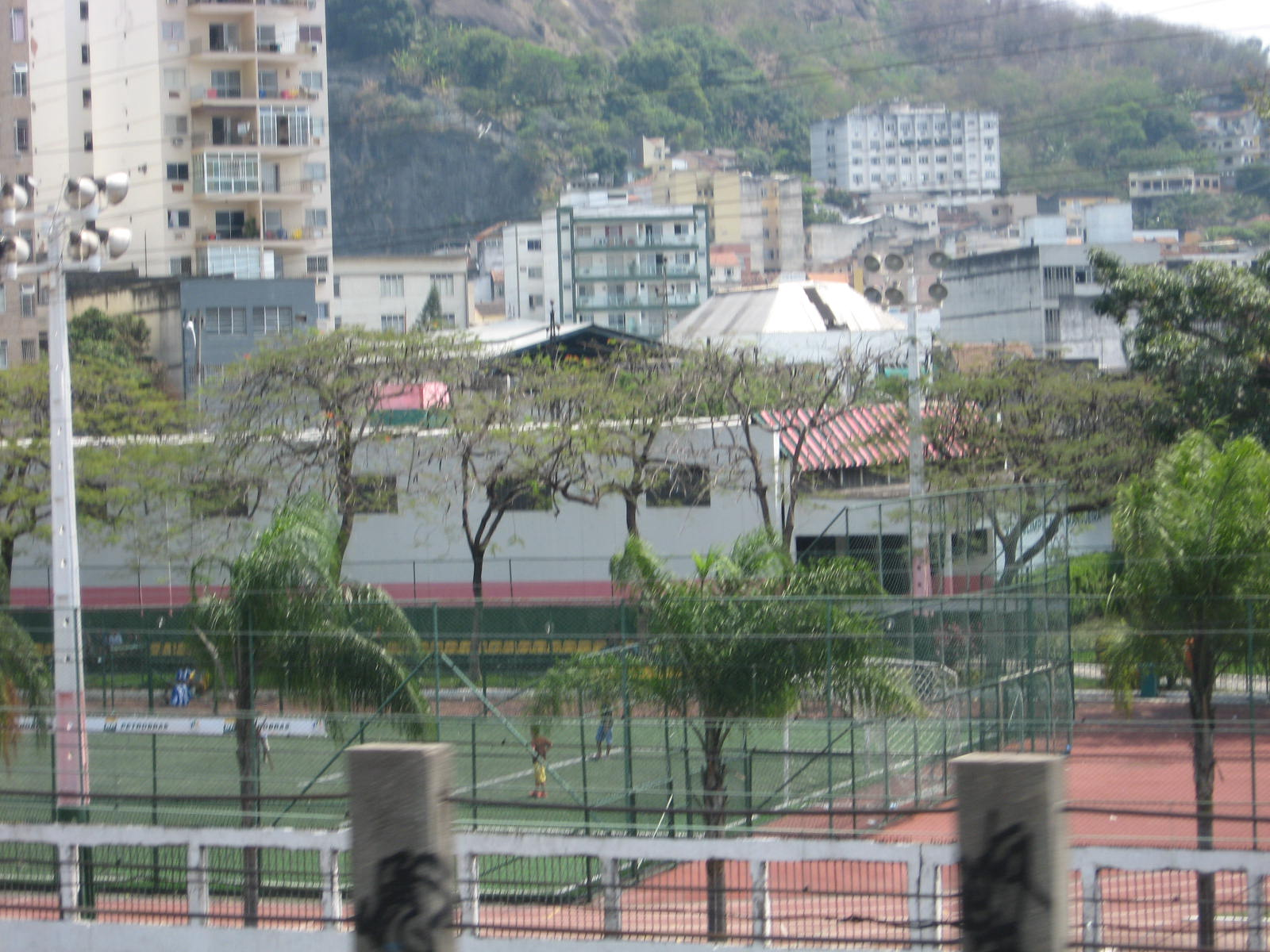
Vila Olímpica da Mangueira

Formado por grandes sambistas do Bloco dos Arengueiros, tais como Cartola, Carlos Cachaça, Zé Espinguela e Saturnino Gonçalves, entre outros, estes abandonaram a ideia deste bloco para em 1928 criar o Estação Primeira, que mais tarde se tornaria a atual escola de samba.
Também existiu na década de 30 a escola Unidos de Mangueira, porém não durou muitos anos.
Com o crescimento do mundo do samba, a Estação Primeira de Mangueira trouxe melhorias e um certo prestígio a comunidade, obtendo apoio governamental e de empresas para oferecer cursos e opções de esportes e lazer à população local. A identidade do morro e da escola com o tempo se misturaram, a ponto de a Supervia ter pintado a bandeira verde e rosa da agremiação na estação de trem. 
Em 03 de Novembro de 2011 a comunidade passou a ser atendida pela 18° Unidade de Polícia Pacificadora. 

## Delimitação geográfica
Delimitação do bairro Mangueira, Código 011, segundo o Decreto número 5.280 de 23 de agosto de 1985.
"Do entroncamento da Rua Abdon Milanez com a Rua Ana Néri; por esta (excluída, excluindo a Praça Guilherme Guinle), atravessando a Rua Visconde de Niterói, até o Ramal Leopoldina RFFSA; pelo leito deste (incluindo o trecho da Rua Santos Melo sobre a Estrada de Ferro e o Viaduto da Mangueira); e pelo Ramal Principal da RFFSA, passando pela Estação de Mangueira (incluída, incluindo a passarela ao lado da Estação) até a Avenida Bartolomeu de Gusmão; por esta (incluída) e pelos limites das áreas sob jurisdição Militar e da Quinta da Boa Vista, ao final da Rua Sinimbu (excluída); daí, em linha reta perpendicular à Rua Sinimbu, até a Rua São Luiz Gonzaga; por esta (excluída) até a Rua Chantecler, por esta (excluída) até seu final, e daí, até o final da Rua Vigário Morato; por esta (excluída) até a Rua Abdon Milanez; por esta (excluída) ao ponto de partida."

## Museus
No bairro de Mangueira, localizam-se diversos equipamentos culturais voltados à preservação e à difusão da história do samba e da Estação Primeira de Mangueira.
Museu do Samba
Inaugurado em 2001, com o nome de Centro Cultural Cartola, foi rebatizado em 2008 como Museu do Samba, por ocasião do registro dos sambas de terreiro, sambas-enredo e sambas-exaltação como Patrimônio Cultural Imaterial do Brasil pelo Instituto do Patrimônio Histórico e Artístico Nacional (IPHAN). A instituição atua na salvaguarda da memória do samba e no desenvolvimento de atividades educativas e culturais.
Centro de Memória da Mangueira

Museu do Samba fica localizado na Mangueira

Localizado no Palácio do Samba, sede da Estação Primeira de Mangueira, o Centro de Memória reúne acervo aberto à visitação, incluindo um pequeno museu e a sala de troféus da agremiação. Entre as peças expostas, destaca-se o troféu conquistado no Supercampeonato de 1984.
Museu a Céu Aberto de Mangueira
Inaugurado em 2023, por iniciativa da Vice-Presidência Financeira da Estação Primeira de Mangueira, consiste em um percurso expositivo pela comunidade, com monumentos e placas indicativas que narram a história do samba, da escola e de seus principais personagens.
Museu Escola Ciep Nação Mangueirense
O Ciep Nação Mangueirense mantém uma ampla exposição dedicada aos principais compositores da Estação Primeira de Mangueira, além de duas mostras permanentes elaboradas pelos alunos: uma sobre a trajetória de mulheres mangueirenses que marcaram a história e outra voltada à religiosidade afro-brasileira.

## Televisão e cinema
Foi cenário para o quinto episódio da série As Cariocas, A Internauta da Mangueira. Esta foi escrita por Euclydes Marinho e dirigida por Daniel Filho. A série foi exibida pela Rede Globo a partir de 19 de outubro de 2010, às terças-Feiras às 23h.
O filme O Assalto ao Trem Pagador, de 1962, teve parte de suas cenas filmadas no morro, sendo este o núcleo do personagem Tião Medonho e seus comparsas. 
E também foi locação pras gravações da Telenovela Guerra sem Fim, da extinta Rede Manchete